# Halové mistrovství Československa v atletice 1977
Halové mistrovství Československa v atletice 1977 se konalo v Ostravě ve dnech 26. a 27. února 1977.

## Medailisté

### Muži
| Soutěž        | Zlato                 | Stříbro                 | Bronz                 |
| 50 m          | Ján Chebeň 5.5        | Adolf Forman 5.6        | Roman Zrun 5.7        |
| 400 m         | Ladislav Kárský 49.6  | Miroslav Kodejš 49.6    | Karel Kolář 49.8      |
| 800 m         | Jan Grendys 1:53.9    | Jiří Dlouhý 1:54.0      | Arpád Bari 1:54.3     |
| 1500 m        | Štefan Polák 3:47.8   | Jozef Lenčéš 3:48.3     | Jozef Marcin 3:53.2   |
| 3000 m        | Štefan Polák 8:05.0   | Martin Zvoníček 8:07.7  | Pavel Pěnkava 8:14.7  |
| 50 m př.      | Jiří Čeřovský 6.3     | Lubomír Nádeníček 6.5   | Július Ivan 6.6       |
| Skok do výšky | Roman Moravec 214     | Jiří Palkovský 210      | Jaroslav Pecka 210    |
| Skok o tyči   | Jiří Lesák 505        | Zdeněk Flejberk 490     | Antonín Hadinger 480  |
| Skok daleký   | Jaroslav Křivka 776   | Pavol Tolnay 759        | Tomáš Hluštík 745     |
| Trojskok      | Karel Hradil 15.51    | Ján Šimonovič 15.50     | Jan Broda 15.27       |
| Vrh koulí     | Dušan Hamár 17.53, 2. | Zdeněk Dvořák 17.29, 3. | Dalibor Vašíček 16.99 |

### Ženy
| Soutěž        | Zlato                       | Stříbro                     | Bronz                     |
| 50 m          | Ludmila Jimramovská 6.3     | Daniela Drinková 6.3        | Radislava Šoborová 6.3    |
| 400 m         | Jarmila Kratochvílová 55.9  | Stanislava Brunnerová 58.5  | Dana Ptáčníková 58.5      |
| 800 m         | Jozefína Čerchlanová 2:09.7 | Drahomíra Zvoníčková 2:10.3 | Vlasta Babecová 2:18.5    |
| 1500 m        | Milena Sivková 4:40.2       | Jarmila Urbanová 4:41.0     | Ivana Brožová 4:42.7      |
| 50 m př.      | Hana Chocová 7.2            | Jiřina Lamačová 7.3         | Jana Poloková 7.3         |
| Skok do výšky | Milada Karbanová 182        | Věra Bradáčová 179          | Radmila Suchá 179         |
| Skok daleký   | Jarmila Nygrýnová 652       | Anna Zmeková 581            | Olga Jančíková 570        |
| Vrh koulí     | Helena Fibingerová 21.75    | Zdeňka Bartoňová 17.50      | Gabriela Hanuláková 15.19 |